# Eric Emerson
Eric Emerson (23. června 1945 – 28. května 1975 New York City, New York, USA) byl americký herec, tanečník a hudebník. Byl jedním ze superstar Andyho Warhola a často se tak objevoval v jeho filmech a byl součástí jeho Exploding Plastic Inevitable. Byl také členem punkové skupiny The Magic Tramps. Jeho tělo bylo nalezeno vedle kola u silnice, není jisté, zdali opravdu zemřel po pádu z kola nebo se předávkoval heroinem.